# Davik
Davik is een plaats en voormalige gemeente in  Noorwegen. De plaats maakt deel uit van de gemeente Bremanger in de provincie Vestland. Tot de opheffing in 1965 was het dorp het bestuurscentrum van de gelijknamige gemeente. De dorpskerk dateert uit 1886 en heeft zeker twee voorgangers gehad.

gemeente Davik in Sogn og Fjordane

De gemeente Davik werd gevormd in 1838 en maakte toen deel uit van de provincie Sogn og Fjordane. Davik omvatte oorspronkelijk een groot gebied aan beide zijden van het Nordfjord, alsmede een aantal eilanden in het fjord. Naast de parochiekerk in het dorp Davik stonden er ook kerken in de dorpen Rugsund en Ålfoten. De gemeente werd opgeheven in 1964, waarbij het deel ten zuiden van het fjord en de meeste eilanden toegevoegd werd aan de gemeente Bremanger. De delen ten noorden van het fjord werden verdeeld over de gemeenten Eid en Kinn.